# Horizon (серия игр)
Horizon (с англ. — «Горизонт») — серия компьютерных игр, разрабатываемая нидерландской студией Guerrilla Games и издаваемая Sony Interactive Entertainment для игровых приставок серии PlayStation. Действие игровой серии происходит в постапокалиптическом мире, захваченном роботами; немногие люди живут в первобытных племенах. Главная героиня Элой, вооружённая копьём и луком, исследует окружающий мир и охотится на механических зверей. Игры серии, как правило, получают высокие оценки игровой прессы.

## Игры
| Игра                                   | Metacritic               |
| -------------------------------------- | ------------------------ |
| Horizon Zero Dawn                      | 89/100 (PS4) 85/100 (ПК) |
| Horizon Zero Dawn: The Frozen Wilds    | 83/100                   |
| Horizon Forbidden West                 | 88/100 (PS5) 89/100 (ПК) |
| Horizon Call of the Mountain           | 79/100                   |
| Horizon Forbidden West: Burning Shores | 82/100                   |
| Horizon Zero Dawn Remastered           | 85/100                   |
| Lego Horizon Adventures                | 70/100                   |

### Horizon Zero Dawn
Horizon Zero Dawn (с англ. — «Горизонт: Новый рассвет») — первая игра серии, разработанная студией Guerrilla Games, выпущенная в 2017 году для PlayStation 4 и портированная в 2018 на Windows. Описывает детство и начало взрослой жизни главной героини Элой. Героиня борeтся против культа «Затмение», который пытается уничтожить мир, а также ведёт поиск сведений о своём происхождении и о том, почему мир, бывший ранее обычным, стал таким, каким он изображён в игровой серии. По данным Metacritic, игра получила оценку в 89 баллов из 100 по данным 115 рецензий профессиональных критиков. Продажи Horizon Zero Dawn к началу 2022 года составили более 20 миллионов копий. Для игры выпущено официальное дополнение — Horizon Zero Dawn: The Frozen Wilds, а также новая версия игры с улучшенной до технологических стандартов 2024 года графикой и звуком — Horizon Zero Dawn Remastered.

### Horizon Forbidden West
Horizon Forbidden West (с англ. — «Горизонт: Запретный Запад») — вторая игра серии, разработанная Guerilla Games и выпущенная в 2022 году для PlayStation 4 и PlayStation 5. Действие игры происходит через шесть месяцев после предыдущей. Элой отправляется на Запретный Запад, чтобы завершить свою миссию по спасению мира, начатую в предыдущей игре. Как и первая игра, данное произведение, согласно Metacritic, получает преимущественно положительные отзывы прессы. Для PlayStation 5 выпущено официальное дополнение к игре — Horizon Forbidden West: Burning Shores.

### Horizon: Call of the Mountain
Horizon: Call of the Mountain (с англ. — «Горизонт: зов горы») — спин-офф серии, разработанный Guerrilla Games совместно с британской студией Firesprite Games для шлемов виртуальной реальности PlayStation VR2. Повествование ведётся от лица совершенно нового персонажа — воина Карха Тьмы Риаса, однако Элой и другие знакомые персонажи также присутствуют в игре. Продукт получил преимущественно положительные отзывы прессы.

### Lego Horizon Adventures
Lego Horizon Adventures — спин-офф серии, разработанный Guerrilla Games совместно с британской Studio Gobo в сотрудничестве с датским производителем игрушек Lego Group для игровых приставок PlayStation 5, Nintendo Switch и персональных компьютеров под управлением Windows и выпущенный в 2024 году. Сюжет пересказывает историю первой игры Horizon Zero Dawn, однако адаптирован для детей и семейной аудитории, а действие игры происходит в сеттинге Lego. Проект получил смешанные отзывы прессы.

## Сопутствующая продукция во франшизе
В 2020 году британское издательство комиксов Titan Comics выпустило графический роман «Horizon Zero Dawn. Ястреб Солнца» (англ. Horizon Zero Dawn: Sunhawk) в пяти выпусках, в котором присутствует Элой. Сценаристом произведения стала Энн Тул, принимавшая участие в работе над сценарием Horizon Zero Dawn. Действие комикса происходит после завершения Horizon Zero Dawn и до начала Horizon Forbidden West; главной героиней является Талана — одна из второстепенных персонажей первой игры. В 2021 году теми же авторами был выпущен комикс «Horizon Zero Dawn. Освобождение» (англ. Horizon Zero Dawn: Liberation), действие которого происходит во время событий Horizon Zero Dawn. Он раскрывает подробности освобождения Меридиана и смерти сестры Эренда. События описываются Эрендом, когда он и Элой охотятся на Дервала.
В мае 2022 года Sony Pictures Entertainment анонсировала адаптацию серии Horizon в виде телесериала для Netflix, которая находилась на ранней стадии производства. Стив Блэкман должен был стать шоураннером, а актёрский состав на апрель 2023 года ещё не был объявлен. В июле 2024 года появилась информация, что работа над сериалом прекращена из-за обвинений в адрес Стива Блэкмана в создании «токсичной рабочей атмосферы» на съемках его другого проекта — «Академия Амбрелла».
В январе 2025 года, во время презентации на выставке CES 2025, было объявлено о работе над киноадаптацией Horizon Zero Dawn в формате полнометражного фильма. Производством картины займутся Columbia Pictures и PlayStation Productions.